# 1925 v loďstvech
Tento článek obsahuje významné události v oblasti loďstev v roce 1925.

## Lodě vstoupivší do služby
- 1. května –  Hr. Ms. Java – lehký křižník třídy Java

- Srpen –  Ratanakosindra – loď pobřežní obrany třídy Ratanakosindra

- Září –  Valen – ponorka